# Adriana Vilagoš
Adriana Vilagoš (in serbo Адриана Вилагош?; Vrbas, 2 gennaio 2004) è una giavellottista serba, campionessa mondiale under 20 nel 2021 e nel 2022.

## Biografia
Nata a Vrbas in Serbia, è allenata dalla mamma.
Nel 2021 vince la medaglia d'argento nella finale del lancio del giavellotto ai campionati europei U20 di Tallinn, mentre vince la medaglia d'oro sempre nel lancio del giavellotto ai campionati mondiali U20 di Nairobi.
Nel 2022 vince la medaglia d'oro nel giavellotto ai Giochi del Mediterraneo di Orano in Algeria e ai campionati mondiali U20 di Cali.

## Record nazionali
Senior
- Lancio del giavellotto: 65,60 m ( Chorzów, 25 agosto 2024)

Under 20
- Lancio del giavellotto: 63,52 m ( Cali, 2 agosto 2022)

Under 18
- Lancio del giavellotto (500 gr): 70,10 m ( Kraljevo, 14 agosto 2021)

## Palmarès
| Anno | Manifestazione          | Sede        | Evento                 | Risultato | Prestazione | Note                                                               |
| ---- | ----------------------- | ----------- | ---------------------- | --------- | ----------- | ------------------------------------------------------------------ |
| 2021 | Europei U20             | Tallinn     | Lancio del giavellotto | Argento   | 60,44 m     |                                                                    |
| 2021 | Mondiali U20            | Nairobi     | Lancio del giavellotto | Oro       | 61,46 m     | [ 5 ]                                                              |
| 2022 | Giochi del Mediterraneo | Orano       | Lancio del giavellotto | Oro       | 60,22 m     | [ 6 ]                                                              |
| 2022 | Mondiali U20            | Cali        | Lancio del giavellotto | Oro       | 63,52 m     | [ 7 ]                                                              |
| 2022 | Europei                 | Monaco      | Lancio del giavellotto | Argento   | 62,01 m     |                                                                    |
| 2023 | Europei U20             | Gerusalemme | Lancio del giavellotto | Oro       | 58,38 m     |                                                                    |
| 2023 | Mondiali                | Budapest    | Lancio del giavellotto | 16ª (q)   | 58,65 m     |                                                                    |
| 2024 | Europei                 | Roma        | Lancio del giavellotto | Argento   | 64,42 m     | Record nazionale · Miglior prestazione europea stagionale under 23 |
| 2024 | Giochi olimpici         | Parigi      | Lancio del giavellotto | 13ª (q)   | 60,49 m     |                                                                    |
| 2025 | Europei U23             | Bergen      | Lancio del giavellotto | Oro       | 62,41 m     |                                                                    |

## Campionati nazionali
- 1 volta campionessa nazionale assoluta del lancio del giavellotto (2022)
- 3 volte campionessa nazionale under 20 del lancio del giavellotto (2020, 2021, 2022)

2020
- Oro ai campionati serbi under 20 (Kruševac), Lancio del giavellotto - 56,78 m
- Argento ai campionati serbi assoluti (Novi Pazar), Lancio del giavellotto - 56,68 m
- Oro ai campionati serbi under 18 (Sremska Mitrovica), Lancio del giavellotto - 59,31 m

2021
- Oro ai campionati serbi under 20 (Kruševac), Lancio del giavellotto - 57,66 m
- Argento ai campionati serbi assoluti (Kraljevo), Lancio del giavellotto - 58,67 m
- Oro ai campionati serbi under 18 (Kraljevo), Lancio del giavellotto - 65,07 m

2022
- Oro ai campionati serbi assoluti (Kruševac), Lancio del giavellotto - 60,00 m
- Oro ai campionati serbi under 20 (Kruševac), Lancio del giavellotto - 60,13 m

## Altre competizioni internazionali
2021
- Oro in Coppa Europa di lanci under 23 ( Spalato), lancio del giavellotto - 60,22 m
- Argento ai campionati balcanici ( Smederevo), lancio del giavellotto - 60,94 m

2022
- Oro in Coppa Europa di lanci under 23 ( Leiria), lancio del giavellotto - 60,72 m
- Oro ai campionati balcanici ( Craiova), lancio del giavellotto - 60,51 m
- Bronzo al Memorial Van Damme ( Bruxelles), lancio del giavellotto - 63,00 m

2023
- Bronzo in Coppa Europa di lanci ( Leiria), lancio del giavellotto - 59,83 m
- 4ª ai Campionati europei a squadre - Seconda divisione ( Chorzów), Lancio del giavellotto - 58,93 m
- Oro ai campionati balcanici ( Kraljevo), lancio del giavellotto - 60,62 m

2024
- Argento al London Athletics Meet 2024 ( Londra), lancio del giavellotto - 65,58 m
- Oro al Kamila Skolimowska Memorial ( Chorzów), lancio del giavellotto - 65,60 m
- Argento al Memorial Van Damme ( Bruxelles), lancio del giavellotto - 65,23 m

2025
- Argento al Meeting international Mohammed VI d'athlétisme de Rabat ( Rabat), lancio del giavellotto - 63,25 m
- Argento ai Bislett Games ( Oslo), lancio del giavellotto - 63,78 m
- Oro all'Athletissima ( Losanna), lancio del giavellotto - 63,02 m

## Riconoscimenti
- Atleta mondiale emergente dell'anno (2022)
- Atleta europea emergente dell'anno (2024)
- Migliore giovane sportiva serba (2021)[8]